# Franjo Bučar
Franjo Bučar, slovenski pevec in režiser, * 20. januar 1861, Postojna, † 25. november 1926, Ljubljana.

## Življenje in delo
Na Dunaju je končal obrtno šolo, nadaljeval šolanje na Scuoli veneto d'arte applicata alle industrie ter se po končanem šolanju zaposlil kot učitelj na obrtni šoli v Ljubljani. Leta 1889 se je posvetil petju. Petja se je sprva učil pri Franu Gerbiču, nato nadaljeval na dunajskem konservatoriju in zasebno v Pragi ter Milanu. Kot 1. tenorist je nastopal na gledaliških predstavah v Bratislavi, Olomoucu, Leipzigu, Darmstadtu, Dunaju, Frankfurtu, Kölnu in Weimarju, kot operni režiser pa v Colmarju, Essnu in Gdansku. Po koncu vojne je prišel v Ljubljano, kjer je deloval kot operni režiser ter bil v letih 1919–1923 tudi učitelj solopetja na konservatoriju Glasbene Matice. 